# Stopes Point
Stopes Point är en udde i Antarktis. Den ligger i Östantarktis. Australien gör anspråk på området.
Terrängen inåt land är kuperad åt sydväst, men åt nordost är den platt. Trakten är glest befolkad. Närmaste befolkade plats är Odell Glacier Station, 11,3 kilometer sydost om Stopes Point. 